# Weltklasse Zürich
Weltklasse Zürich är en årlig friidrottstävling på Letzigrundstadion i Zürich som är en del av World Athletics tävlingsserie Diamond League. Tävlingen har pågått sedan 1928 och totalt 24 världsrekord har noterats på Weltklasse. Den friidrottare som har vunnit flest tävlingar på Weltklasse är Maria Mutola som vunnit hela 12 lopp på 800 meter. 
År 2021 och 2022 gick finalen av Diamond League av stapeln under Weltklasse. Finalen är planeras även att hållas under tävlingarna år 2025 och 2027. 

## Urval av världsrekord som noterats på Weltklasse
Genom åren har flertalet världsrekord noterats under galan. 
| År   | Gren            | Rekord              | Tävlande                                              | Nationalitet   |
| ---- | --------------- | ------------------- | ----------------------------------------------------- | -------------- |
| 1959 | 200 m häck      | 22,5 (h) (+1,2 m/s) | Martin Lauer                                          | Västtyskland   |
| 1959 | 110 m häck      | 13,56               | Martin Lauer                                          | Västtyskland   |
| 1960 | 100 m           | 10.0 (h)            | Armin Lauer                                           | Västtyskland   |
| 1969 | 110 m häck      | 13,2 (h)            | Willie Davenport                                      | USA            |
| 1973 | 110 m häck      | 13,1 (h)            | Rod Milburn                                           | USA            |
| 1975 | Diskus          | 70,20 m             | Faina Melnik                                          | Sovjetunionen  |
| 1979 | 1500 m          | 3:32,1 (h)          | Sebastian Coe                                         | Storbritannien |
| 1980 | 1500 m          | 3:52,47             | Tatjana Kazankina                                     | Sovjetunionen  |
| 1981 | Engelsk mil     | 3:48,53             | Sebastian Coe                                         | Storbritannien |
| 1981 | 110 m häck      | 12,93 (-0,2 m/s)    | Renaldo Nehemiah                                      | USA            |
| 1984 | 100 m           | 10,76 (+1,7 m/s)    | Evelyn Ashford                                        | USA            |
| 1985 | Engelsk mil     | 4:16,71             | Mary Slaney                                           | USA            |
| 1988 | 400 m           | 43,29               | Harry ("Butch") Reynolds                              | USA            |
| 1989 | 110 m häck      | 12,92 (-0,1 m/s)    | Roger Kingdom                                         | USA            |
| 1991 | 4x100 m stafett | 37,67               | Michael Marsh Leroy Burell Dennis Mitchell Carl Lewis | USA            |
| 1992 | 3000 m hinder   | 8:02,08             | Moses Kiptanui                                        | Kenya          |
| 1995 | 5000 m          | 12:44,39            | Haile Gebrselassie                                    | Etiopien       |
| 1995 | 3000 m hinder   | 7:59,18             | Moses Kiptanui                                        | Kenya          |
| 1996 | Engelsk mil     | 4:12,56             | Svetlana Masterkova                                   | Ryssland       |
| 1997 | 800 m           | 1:41,24             | Wilson Kipketer                                       | Danmark        |
| 1997 | 3000 m hinder   | 7:59,08             | Wilson Boit-Kipketer                                  | Kenya          |
| 1997 | 5000 m          | 12:41,86            | Haile Gebrselassie                                    | Etiopien       |
| 2006 | 100 m           | 9,77 (+1,0 m/s)     | Asafa Powell                                          | Jamaica        |
| 2009 | Stavhopp        | 5,06 m              | Jelena Isinbajeva                                     | Ryssland       |

(h) efter tid betyder att tiden togs med handhållen tidtagare